# Kim Delaney
Kim Delaney (Filadélfia, Pensilvânia, 29 de novembro de 1961) é uma atriz norte-americana. É mais conhecida por seu papel como a detetive "Diane Russell" na série da ABC, NYPD Blue.

## Biografia
Delaney é de descendência irlandesa-americana, nasceu e foi criada na Filadélfia, Pensilvânia, ela é filha de Joan e Jack Delaney. Sua mãe era dona de casa e seu pai um ex-chefe da United Auto Workers. Ela cresceu em Roxborough e tem quatro irmãos: Ed, John, Keith, e Patrick. Enquanto ela frequentava o colégio JW Hallahan Catholic Girls High School, trabalhou como modelo para a agência Elite. Após a sua graduação, ela foi para Nova York para continuar seu trabalho como modelo ao mesmo tempo que estudava teatro com William Esper.
Delaney foi casada duas vezes, a primeira com o ator Charles Grant, entre 1984 e 1988, e a segunda com o ator Joseph Cortese, entre 1989 e 1994. De sua relação com Joseph, nasceu o seu primeiro filho John "Jack" Philip Cortese em 1990. Ela foi noiva do produtor Alan Barnette de 1997 a 2006, e atualmente está solteira.
Em 2002, ela foi presa por dirigir embriagada em Malibu, Califórnia, uma testemunha chamou a polícia para reportar o ocorrido. A polícia rastreou o número da placa e Kim foi encontrada em sua casa. Após uma investigação, ela foi detida e presa. Ela foi liberada na manhã seguinte e um julgamento foi marcado para fevereiro. Ela acabou sendo condenada a dois anos de prestação de serviços, pagou uma multa de $300 e foi obrigada a ter aulas de direção defensiva.
No início de sua carreira, ela encantou os telespectadores como "Jenny Gardner", uma personagem extremamente popular na série da ABC, All My Children, esse foi o papel que primeiro lhe trouxe fama. Depois All My Children, Delaney apareceu em numerosos papéis no cinema e na televisão. Ela atualmente estrela a série da Lifetime, Army Wives.

## Carreira
Delaney se tornou inicialmente conhecida por seu trabalho como a inocente adolescente "Jenny Gardner Nelson" em All My Children, um personagem que ela interpretou de agosto de 1981 a agosto de 1984 por esta atuação ela recebeu uma indicação ao prêmio Daytime Emmy. Depois de sair do programa, Delaney começou a atuar em filmes. Em 1985, ela apareceu com Emilio Estevez em That Was Then, This is Now. Em 1986, ela interpretou uma jovem freira no filme militar de ação The Delta Force, estrelado por Chuck Norris. Em 1987, Delaney foi confirmada no elenco de Some Kind of Wonderful como "Amanda Jones" contracenando com Peter Gallagher, mas antes de filmar o novo diretor Howard Deutch, reformulou ambos os papéis com Lea Thompson e Craig Sheffer. Em 1994, Delaney apareceu no filme The Force.
Depois de participar de algumas séries, em 1989, Delaney atuou com regularidade na série da CBS, Tour of Duty. Quando ela saiu em 1990 para ter um filho, sua personagem, "Alex Devlin", morreu numa explosão durante a guerra, assim como em All My Children quando sua personagem também morreu. Em 1995, Delaney começou a retratar o papel da "Det. Diane Russell" em NYPD Blue. O papel, originalmente concebido para ser de curto prazo, tornou-se um personagem regular quando sua relação com "Det. Bobby Simone" (Jimmy Smits) se tornou um sucesso entre os telespectadores. Nessa função, ela ganhou seu primeiro Emmy Award, como Melhor Atriz (coadjuvante/secundária), e também foi nomeada duas outras vezes. O produtor Steven Bochco, escolheu Delaney para estrelar sua nova série Philly, co-criado e produzido por Alison Cruz. Apesar das boas críticas, a série durou apenas uma temporada.
Após o cancelamento da série, a CBS cortejou Delaney para assumir a frente feminina em sua nova série de drama CSI: Miami, um spin-off a partir do hit CSI: Crime Scene Investigation. Ela estrelou a série durante a primeira temporada, após apenas dez episódios, a Entertainment Weekly sugeriu que faltava química entre Delaney e David Caruso, assim Delaney deixou a série. Kim estrelou em 2004 o filme para TV da NBC, 10.5 e a sequencia 10.5: Apocalypse em 2006. No ano seguinte, ela começou com um papel recorrente em The O.C., como "Rebecca Bloom". Em 2006, estrelou com Steven Weber, em um episódio de Nightmares and Dreamscapes: From the Stories de Stephen King intitulado, "You Know They Got a Hell of a Band". Delaney depois apareceu duas vezes em Law & Order: Special Victims Unit no início de 2007, nos episódios "Philadelphia" e "Florida".
Kim Delaney atualmente desempenha "Claudia Joy Holden" na série da Lifetime, Army Wives.

## Filmografia
| Ano  | Título                                       | Papel                  | Notas   |
| 2018 | God Bless the Broken Road                    | Patti Hill             |         |
| 2006 | 10.5: Apocalypse                             | Dr. Samantha Hill      | Para TV |
| 2004 | 10.5                                         | Dr. Samantha Hill      | Para TV |
| 2004 | Infidelity                                   | Danielle Montet        | Para TV |
| 2004 | Sudbury                                      | Sally Owens            | Para TV |
| 2001 | Love and Treason                             | Lt. Kate Timmons       | Para TV |
| 2000 | Mission to Mars                              | Maggie McConnell       |         |
| 1997 | The Devil's Child                            | Nikki DeMarco          | Para TV |
| 1997 | All Lies End in Murder                       | Meredith "Mere" Scialo | Para TV |
| 1996 | Closer and Closer                            | Kate Saunders          | Para TV |
| 1995 | Temptress                                    | Karin Swann            |         |
| 1995 | Desejo Assassino                             | Selby Younger          |         |
| 1995 | Darkman II: The Return of Durant             | Jill Randall           |         |
| 1995 | The Force                                    | Sarah Flynn            |         |
| 1995 | Project: Metalbeast                          | Anne De Carlo          |         |
| 1995 | Tall, Dark and Deadly                        | Maggie Springer        | Para TV |
| 1993 | The Disappearance of Christina               | Lilly Kroft            | Para TV |
| 1992 | Lady Boss                                    | Lucky Santangelo       | Para TV |
| 1992 | The Broken Cord                              | Suzanne                | Para TV |
| 1991 | Body Parts                                   | Karen Chrushank        |         |
| 1991 | Hangfire                                     | Maria Montoya Slayton  |         |
| 1988 | Take My Daughters, Please                    | Evan                   | Para TV |
| 1988 | Something Is Out There                       | Mandy Estabrook        | Para TV |
| 1988 | The Drifter                                  | Julia Robbins          |         |
| 1987 | Christmas Comes to Willow Creek              | Jessie                 | Para TV |
| 1987 | Cracked Up                                   | Jackie                 | Para TV |
| 1987 | Perry Mason: The Case of the Sinister Spirit | Susan Warrenfield      | Para TV |
| 1987 | Campus Man                                   | Dayna Thomas           |         |
| 1986 | Hunter's Blood                               | Melanie                |         |
| 1986 | The Delta Force                              | Irmã Mary              |         |
| 1985 | That Was Then... This Is Now                 | Cathy Carlson          |         |
| 1983 | First Affair                                 | Cathy                  | Para TV |

## Televisão
| Ano         | Título                                                       | Papel                | Notas         |
| 2009 / 2007 | Army Wives                                                   | Claudia Joy Holden   | 37 episódios  |
| 2007        | Law & Order: Special Victims Unit                            | Cap. Julia Millfield | 2 episódios   |
| 2006        | Nightmares and Dreamscapes: From the Stories of Stephen King | Mary Rivingham       | 1 episódio    |
| 2005        | The O.C.                                                     | Rebecca Bloom        | 5 episódios   |
| 2003 / 1995 | NYPD Blue                                                    | Det. Diane Russell   | 119 episódios |
| 2002        | CSI: Miami                                                   | Megan Donner         | 10 episódios  |
| 2002 / 2001 | Philly                                                       | Kathleen Maguire     | 22 episódios  |
| 1992        | The Fifth Corner                                             | Erica Fontaine       | Mini-série    |
| 1990        | Tales from the Crypt                                         | Gloria Fleming       | 1 episódio    |
| 1990 / 1989 | Tour of Duty                                                 | Alex Devlin          | 18 episódios  |
| 1987        | Hooperman                                                    |                      | 1 episódio    |
| 1987        | L.A. Law                                                     | Leslie Kleinberg     | 4 episódios   |
| 1986        | Hotel                                                        | Marie Lockhart       | 1 episódio    |
| 1986        | The Equalizer                                                | Sally Ann Carter     | 1 episódio    |
| 1984 / 1981 | All My Children                                              | Jenny Gardner Nelson | 15 episódios  |